# آر تاج جنوبی
آر تاج جنوبی یک ستاره است که در صورت فلکی تاج جنوبی قرار دارد.